# گرته وایزر
گرته وایزر (انگلیسی: Grethe Weiser; ۲۷ فوریهٔ ۱۹۰۳ – ۲ اکتبر ۱۹۷۰) یک هنرپیشه و خواننده اهل آلمان بود.
از فیلم‌ها یا برنامه‌های تلویزیونی که وی در آن نقش داشته است می‌توان به بادبزن خانم ویندیرمیر اشاره کرد.
وی همچنین برندهٔ جوایزی همچون نشان افتخار شایستگی جمهوری فدرال آلمان شده است.